# Александр (Богатенков)
Епископ Александр (в миру Алексей Прокопьевич Богатенко, иногда писалось Богатенков; 1853, посад Дубовка, Царицынский уезд, Саратовская губерния — 2 января 1928, Москва) — епископ Древлеправославной церкви христовой, епископ Рязанский и Егорьевский.

## Биография
Родился в 1853 году в посаде Дубовка Саратовской губернии в семье потомственных старообрядцев. 2 октября 1874 году в Покровском храме Астрахани обвенчался с девицей Пелагеей Максимовной Спеховой, дочерью мещанина Астраханской губернии. К этому времени был приписан к мещанскому сословию. В браке имел двоих детей: сына и дочь.
9 сентября 1879 года епископом Саратовским и Астраханскими временно Казанским Амвросием (Гераськовым) рукоположен в сан диакона. Некоторое время был секретарём епископа Казанского Пафнутия (Шикина), возобновившего управление епархией, и жил в Казани.
В 1889 году в сане диакона председательствовал на Казанско-Вятском епархиальном съезде.
14 октября 1891 года архиепископом Савватием (Левшиным), временно управлявшим Казанской епархией, переведён в Москву к Покровскому храму в доме И. И. Шибаева на Немецком рынке, в Гавриковом переулке.
14 декабря 1898 года определён в качестве секретаря и письмоводителя к архиепископу Московскому Иоанну (Картушину). В 1900 году выпустил ценную книгу о степенях родства «К вопросу о брачном праве» (М.: С. А. Соколов, 1900). Занимался каноническими вопросами. Сохранилась подготовленная им рукописная книга «О таинствах крещения и хиротонии, совершаемых у еретиков», датируемая 1878 годом. Собрал большую библиотеку, для которой его сын Яков сделал характерный штемпель с изображением руки, положенной на книгу, и надписью «Се мое»
26 июня 1907 года диакон Алексей Богатенков был избран Освященным собором кандидатом во епископы на вновь учрежденную Рязанско-Егорьевскую епархию. Соборное определение предусматривало, что будущий архиерей останется в Москве в качестве помощника архиепископа Иоанна. 17 декабря 1907 года принял иноческий постриг с наречением имени Александр. 21 декабря того же года епископом Казанским Иоасафом (Зеленкиным) рукоположен во священноинока. 23 декабря 1907 года в Москве в храме Рожества Христова состоялась хиротония епископа Александра, которую совершили архиепископ Иоанн (Картушин), епископ Казанский Иоасаф (Зеленкин) и епископ Калужско-Смоленский Иона (Александров). В богослужении принимали участие 16 священников и четыре диакона
Став епископом, активно включился в церковную жизнь, закипевшую после обнародования в 1905 году указа «Об укреплении начал веротерпимости». Кроме разбора иерархических дел он принимал деятельное участие в обсуждении законодательства по старообрядческим вопросам, в частности — в редактировании и внесении поправок в законопроект «О старообрядческих общинах» 1906 года, вёл широкую переписку по вопросам церковной жизни, редактировал воззвание архиепископа Московского Иоанна о сборе средств на возведение колокольни на Рогожском кладбище в память о распечатании алтарей. 18 августа 1913 года вместе с архиепископом Иоанном принял участие в её освящении. В доме, где жили архиепископ Иоанн и епископ Александр (Николо-Ямской туп., д. № 6) проходили общие собрания старообрядческого благотворительного общества. Участвовал в заседаниях Государственной думы при рассмотрении законодательства по старообрядческим вопросам.
При деятельном попечении епископа Александра и его финансовой поддержке в 1910 году открылась типография Рогожского кладбища (Богадельного дома) для печатания церковнославянских книг, располагавшейся в домовой церкви архиепископа Иоанна (Картушина) в Николоямском тупике. В 1918 году типография была закрыта.
25 августа 1910 года получил во временное управление Петроградскую и Тверскую епархию, а 18 сентября 1912 года — Казанско-Вятскую.
В 1914 году редактировал рукопись учебника для старообрядческих училищ «Катехизис, или Краткое изложение христианской веры». При его участии в Москве был открыт Старообрядческий Учительский институт.
28 апреля 1915 года закрытым голосованием избран местоблюстителем Московской Архиепископии.
В начале 1920-х годов управлял Московской епархией, затем исполнял должность помощника Московского Архиепископа Мелентия.
Был большой книголюб, его библиотека рассеяна (частично сохраняется в различных фондах РГБ). Известен его штамп-экслибрис: изображение круглого сургучного оттиска с надписью славянским шрифтом «СЕ МОЕ» и с рисунком иерейской руки, покоящейся на книге с инициалами «Е. А.» (то есть «Епископ Александр») на корешке.
Скончался 2 января 1928 года.
В июле 2022 года вышел сборник сочинений епископа Александра (Богатенкова). В первую часть книги вошли статьи духовно-нравственного содержания, проповеди и заметки по случаю различных событий, опубликованные епископом Александром на страницах старообрядческой периодики. Вторую часть однотомника составили слова и проповеди, оставшиеся неопубликованными и написанные как до революционных событий 1917 года, так и в первые годы советской власти. В третью часть вошел «Дневник путешествия в Палестину» (1916 г.) — рассказ о поездке на Святую землю, своеобразный дневник. Последний, четвертый, раздел книги — это материалы к биографии епископа Александра.